# Emily Kapnek
Emily Kapnek (27 de marzo de 1972) es una actriz, productora de televisión y guionista estadounidense, nominada tres veces a los premios Emmy.

## Carrera
Kapnek es conocida como la creadora de la serie animada As Told by Ginger, transmitida por el canal Nickelodeon, para la cual además escribió el tema de entrada y prestó su voz al personaje de Noelle Sussman. También fue la productora ejecutiva de las series de televisión Cinco razones (para no salir contigo) y Hung. Ejerció como productora consultiva en la serie de televisión Parks and Recreation y también fue creadora y productora ejecutiva de las comedias Suburgatory y Selfie.
Su labor como compositora incluye el escribir las canciones principales de As Told by Ginger, Cinco razones (para no salir contigo) y Clifford's Puppy Days con su compañero artístico Jared Faber.
El 30 de septiembre de 2014 se estrenó su serie de televisión Selfie, transmitida por la cadena ABC y protagonizada por Karen Gillan y John Cho.

## Vida personal
En diciembre de 2008 Kapnek contrajo matrimonio con el guionista Dan Lagana. Juntos tienen dos hijos Oszkar Nosek y Guy Lagana.